# V on Shenton Residential Tower
La V on Shenton Residential Tower est un gratte-ciel de 237 mètres construit en 2017 à Singapour par Samsung C&T. 